# Skateboarding ai III World Skate Games
Le competizioni di skateboarding ai III World Skate Games si sono svolte dal 12 al 13 novembre 2022 a Buenos Aires, in Argentina. 

## Podi

### Uomini
| Evento          | Oro              | Argento          | Bronzo           |
| Vert            | Edouard Damestoy | Guilherme Khury  | Augusto Santos   |
| Slalom          | Janis Kuzmins    | Gustavs Gailitis | Toms Dreiblats   |
| Slalom gigante  | Jakub Jirman     | George Pappas    | Janis Kuzmins    |
| Slalom ibrido   | Janis Kuzmins    | Tom Dreiblats    | Gustavs Gailitis |
| Slalom speciale | Janis Kuzmins    | Gustavs Gailitis | Tom Dreiblats    |

### Donne Senior
| Evento          | Oro           | Argento       | Bronzo            |
| Vert            | Yurin Fujii   | Asahi Kaihara | Lilly Stoephasius |
| Slalom          | Anna Gailite  | Lynn Kramer   | Eliza Gailite     |
| Slalom gigante  | Eliza Gailite | Isa Ruiz      | Lari-Ann Rupp     |
| Slalom ibrido   | Lynn Kramer   | Anna Gailite  | Judi Oyama        |
| Slalom speciale | Lynn Kramer   | Anna Gailite  | Eliza Gailite     |